# میکایلا اسکینر
میکایلا اسکینر (به انگلیسی: Mykayla Skinner) ژیمناست زادهٔ ۹ دسامبر ۱۹۹۶ میلادی اهل کشور ایالات متحده آمریکا است.